# Angst op de "Amsterdam"

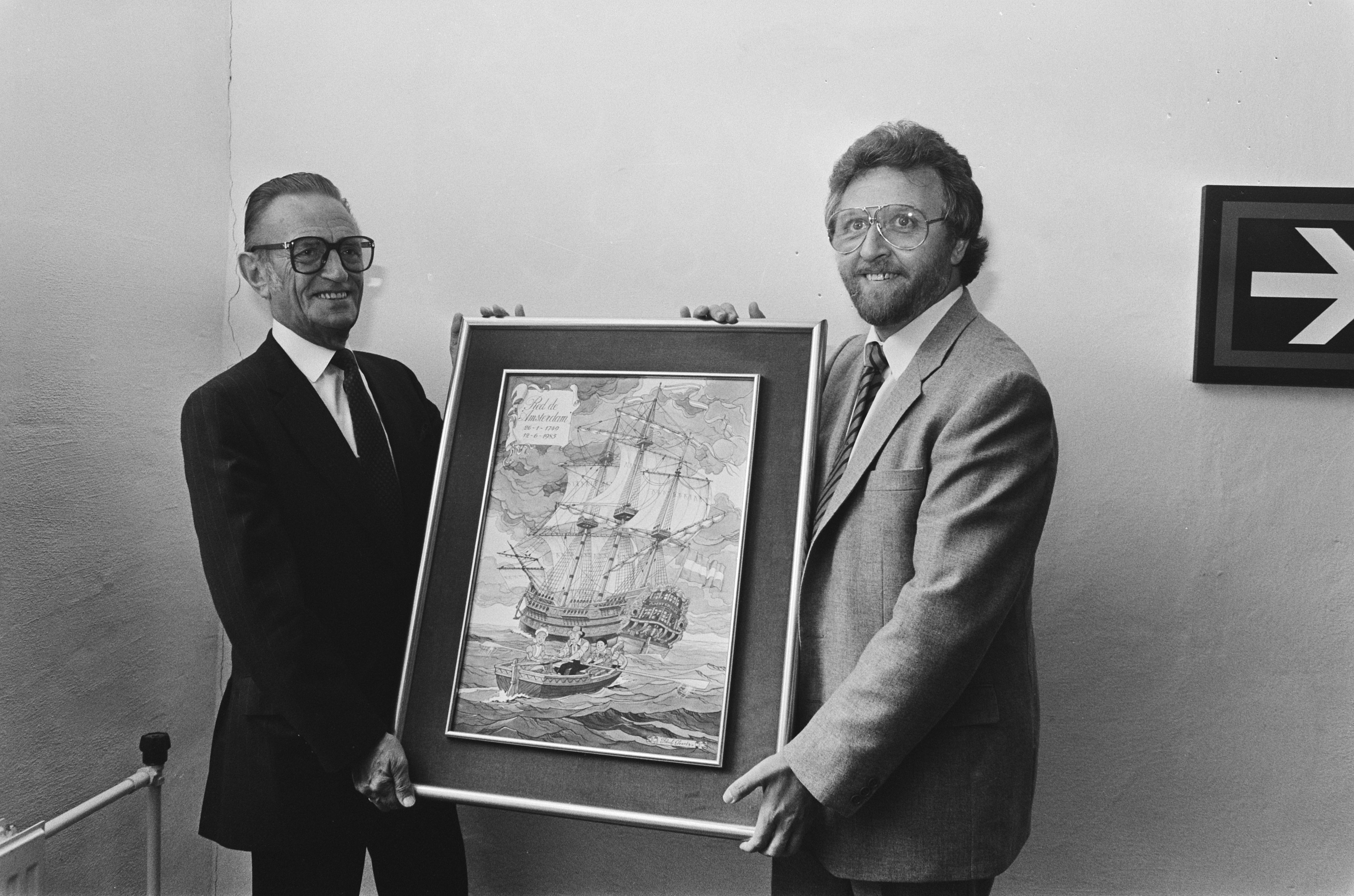
Vandersteen, de oorspronkelijke auteur van de Suske en Wiske-verhalen, en Geerts samen bij de presentatie van Angst op de "Amsterdam" tijdens een persconferentie van Stichting VOC-schip Amsterdam in juni 1985

Angst op de "Amsterdam" is het honderdvijfenzestigste stripverhaal uit de reeks van Suske en Wiske. Het is geschreven en getekend door Paul Geerts.
Het werd gepubliceerd in De Standaard en Het Nieuwsblad van 8 december 1984 tot en met 19 april 1985. De eerste albumuitgave was op 12 juni 1985.

## Locaties
- Hastings met de burcht van Willem de Veroveraar en de Sint-Clemenskerk, Amsterdam met het Rokin en de Schreierstoren, de haven van Texel, de “Amsterdam”, het strand tussen Hastings en Bexhill

## Personages
- Suske, Wiske, Lambik, Jerom, tante Sidonia, professor Barabas, Gerrit van der Heide (maritiem archeoloog), de Raaf, Antoni Watsoni (Italiaans edelman), Jan Jansz (ronselaar), kapitein Willem Klump en zijn vrouw Margareta (en hun kinderen Coenraad en Elisabeth), burgemeester William Thorpe van Hastings, Anthony Watson, witte dame van ruïne

## Uitvindingen
- De teletijdmachine

## Achtergronden bij het verhaal
Het verhaal is gebaseerd op een historische gebeurtenis die werkelijk heeft plaatsgevonden, namelijk de ramp met de Amsterdam. Dit koopvaardijschip van de Verenigde Oostindische Compagnie (VOC) werd in 1748 gebouwd werd en verging al meteen tijdens zijn eerste tocht begin 1749. Het galjoen strandde op het strand van Hastings, vlak bij de plek waar Willem de Veroveraar in 1066 de slag bij Hastings met de Angelsaksen leverde. 332 opvarenden en 28 kisten konden worden gered, de rest ging met het schip ten onder.
Geerts heeft in Angst op de "Amsterdam" een eigen verklaring bedacht voor het vergaan van het VOC-schip.

## Achtergronden bij de uitgaven
Bij de uitgave kon een poster worden besteld, waarbij de opgraving van de "Amsterdam", die in die tijd plaatsvond, gesteund kon worden.

## Het verhaal
Het is zomer 1984. De vrienden zijn op een tuinfeestje bij tante Sidonia als professor Barabas wordt gebeld door een oude bekende, Gerrit van der Heide. Ze gaan naar het laboratorium om de teletijdmachine op te halen, want Gerrit heeft de hulp van professor Barabas gevraagd bij zijn onderzoek naar het gezonken schip de “Amsterdam”. Er komen stemmen uit het wrak en de werknemers van Gerrit durven nu niet meer naar het wrak te duiken. Professor Barabas vertelt dat de Verenigde Oostindische Compagnie de belangrijkste werkgever van de Republiek der Zeven Verenigde Nederlanden was toen de “Amsterdam” op 26 januari 1749 in het zand wegzonk. Als de bliksem inslaat, komt er een raaf uit de truck van de teletijdmachine. Wiske ziet dit en gaat samen met Suske achter de Raaf aan naar de ruïne van de burcht van Willem de Veroveraar. Dan raken ze de Raaf kwijt.
Het repareren van de teletijdmachine zal enige dagen in beslag nemen en Gerrit vraagt de vrienden of zij naar het wrak willen duiken. Suske en Wiske horen de stemmen en ze zien niet dat Jerom door de Raaf wordt verdoofd en meegenomen. Ze zoeken naar Jerom en vinden een fles met een briefje erin, hierin staat dat ze naar de ruïne van het kasteel moeten gaan, anders zullen ze Jerom niet levend terugzien. In de ruïne vertelt de Raaf dat hij Jerom wil ruilen tegen de kist met de stemmen erin. De vrienden zien niet dat ze bekeken worden door een mysterieuze vrouw als ze de ruïne verlaten. Professor Barabas flitst de vrienden naar Amsterdam in 1748 en de vrienden komen aan het Rokin terecht. Ze merken niet dat de Raaf in een koffer is meegereisd.
De vrienden gaan naar het huis van Willem Klump, kapitein van de “Amsterdam”, in de Bloemstraat. Willem is niet thuis en Suske en Wiske wachten bij zijn vrouw Margareta en haar kinderen Coenraad en Elisabeth. Lambik gaat naar een kroeg en wordt dronken, hij wordt door Antoni Watsoni op de Amsterdam geplaatst als zeeman. Suske en Wiske mogen van Willem niet mee aan boord en ze zien een drukte bij de Schreierstoren. Het zijn de mensen die aan boord van een platbodem gaan, en ze zien dat Lambik ook aan boord wordt gebracht. Suske en Wiske horen dat het schip naar Texel zal gaan, waar de mensen overstappen op de “Amsterdam”. Suske en Wiske gaan aan boord van een vissersschip en varen ook naar Texel.
Lambik ziet Antoni Watsoni op Texel en valt hem aan, kapitein Willem Klump komt tussenbeide en Antoni komt door een dreigement tegen Willem ook aan boord van het schip. Suske redt Willem van een vallende lading en de kinderen mogen nu toch aan boord; Antoni, Lambik en Suske en Wiske worden echter niet op de lijst van opvarenden genoteerd. Het schip vertrekt naar Batavia en Lambik wordt vrijgelaten nadat Willem het verhaal van de kinderen hoort. Wiske wordt ’s nachts door de Raaf gevangengenomen en Suske redt haar als ze van de mast valt. Wiske heeft de kist "met de stemmen" van de Raaf gezien en de volgende ochtend hoort de kapitein ook over de kist. Antoni voorkomt dat de kist wordt geopend en Suske verdwijnt spoorloos. Lambik vindt Suske ’s nachts vastgebonden aan een kanon en de vrienden willen de kist dan openen. Maar dan komt de “Amsterdam” in een storm terecht en ’s avonds begint een orkaan.
Lambik ziet dat het roer is doorgezaagd en vindt Suske die bewusteloos is; als ze de kist naar boven willen brengen valt Antoni hen aan. Dan breekt een kanon los en hierdoor valt Antoni overboord. Willem vuurt alarmschoten af en deze worden in de Sint-Clemenskerk gehoord. Het schip strandt tussen Hastings en Bexhill en daar worden de vrienden door een bende rovers overvallen. Anthony Watson neemt de vrienden mee naar een hoeve en professor Barabas flitst hen net op tijd terug voordat een kanonskogel hen doodt. De vrienden graven de kist op en brengen hem naar het strand. Na 235 jaar zal de kist eindelijk worden geopend. Er blijken drie kleine mannetjes in de kist te zitten en door een stommiteit van Lambik kunnen ze ontsnappen. Suske, Wiske en Lambik gaan naar de ruïne en verslaan daar de Raaf.
De Raaf blijkt Anthony Watson en Antoni Watsoni te zijn: hij vertelt dat hij uit het rijk der zwarte toverkunsten komt. Hij bracht gesneuvelden uit de slag bij Hastings terug tot leven maar ze bleven klein. Onder de naam van een Italiaans edelman bracht hij ze in een kist aan boord van de “Amsterdam”, en helpers moesten de schepen saboteren zodat hij de buit kon binnenhalen als plunderaar. Maar de vrienden hebben zijn plan doen mislukken en hij wil hen doden. Maar dan komt de witte dame van de ruïne en ze eist dat de Raaf de vrienden vrijlaat en bij haar blijft in de ruïne, anders zal ze hem vernietigen. De Raaf stemt toe en laat Jerom ontwaken. De vrienden gaan naar huis, maar de drie mannetjes lopen nog vrij rond.

## Beste album aller tijden
Fans van Suske en Wiske riepen het album van Paul Geerts in april 2025 uit tot het 'Beste Suske en Wiske album aller tijden'. Dat werd gedaan middels een verkiezing die in het leven werd geroepen door de maker van De Perfecte Podcast. Luisteraars van de podcast en lezers van Suske en Wiske werd verzocht hun top 3 van favoriete albums door te geven. Hiermee liet Angst op de "Amsterdam" andere klassiekers als De Schat van Beersel, De Apekermis en De Kaartendans achter zich. 